# Kilnsea
Kilnsea – osada w północno-wschodniej Anglii (Wielka Brytania), w hrabstwie East Riding of Yorkshire. Leży na półwyspie Holderness, u nasady mierzei Spurn Head, 34 km na południowy wschód od miasta Kingston upon Hull i 236 km na północ od Londynu.